# Distrito de Cochabamba (Chota)
El Distrito de Cochabamba es uno de los diecinueve que conforman la Provincia de Chota, ubicada en el Departamento de Cajamarca, bajo la administración del Gobierno regional de Cajamarca, en el norte del Perú. Limita por el norte con la Provincia de Cutervo; por el este con el Distrito de Lajas; por el sur con el Distrito de Chancaybaños (Provincia de Santa Cruz); y por el oeste con el Distrito de Huambos.

## Historia
El distrito fue creado mediante Ley del 2 de enero de 1857, en el gobierno del Presidente Ramón Castilla.

## Capital
Tiene como capital al pueblo de Cochabamba, que es conocido como la ciudad del eterno verano. Además cuenta con un valle muy caluroso, el único de la provincia de Chota. Es conocido el aguardiente de caña.

## Autoridades

### Municipales
- 2018-2022
  - Alcalde:  Sr. Jose Victor Alcon Burga, del Partido Acción Popular  (AP).
  - Regidores:  Guido Cesar Lizano Molocho (csv), Jaime Chupillon Tello (AP), Godofredo Carranza  (csv), Hernando Idrogo Guevara (APEP), E Hermes Estela Campos (PP).[2]

## Distribución de la población
| Comunidad           | Hombre | % hombres | Mujeres | % mujeres | Total | % total |
| ------------------- | ------ | --------- | ------- | --------- | ----- | ------- |
| Alto Llanduma       | 67     | 2,27      | 107     | 3,44      | 174   | 2,87    |
| Anta Isolina B      | 57     | 1,93      | 57      | 1,83      | 114   | 1,88    |
| Atunpampa           | 60     | 2,03      | 57      | 1,83      | 117   | 1,93    |
| Chavilpampa         | 68     | 2,30      | 74      | 2,38      | 142   | 2,34    |
| Chiple Bajo         | 60     | 2,03      | 44      | 1,41      | 104   | 1,71    |
| Cochabamba          | 475    | 16,06     | 488     | 15,68     | 963   | 15,87   |
| El Aliso            | 168    | 5,68      | 182     | 5,85      | 350   | 5,77    |
| El Franco           | 80     | 2,71      | 94      | 3,02      | 174   | 2,87    |
| El Marco            | 59     | 2,00      | 60      | 1,93      | 119   | 1,96    |
| El Rejo             | 102    | 3,45      | 92      | 2,96      | 194   | 3,20    |
| Hualpahuagana       | 40     | 1,35      | 35      | 1,12      | 75    | 1,24    |
| Huayrabamba         | 47     | 1,59      | 65      | 2,09      | 112   | 1,85    |
| Huertas             | 29     | 0,98      | 41      | 1,32      | 70    | 1,15    |
| La Colluna          | 50     | 1,69      | 57      | 1,83      | 107   | 1,76    |
| La Palma            | 70     | 2,37      | 76      | 2,44      | 146   | 2,41    |
| Llanduma            | 177    | 5,99      | 199     | 6,39      | 376   | 6,20    |
| Mamaruribamba A     | 107    | 3,62      | 100     | 3,21      | 207   | 3,41    |
| Mamaruribamba B     | 153    | 5,17      | 141     | 4,53      | 294   | 4,84    |
| Marca Circa         | 31     | 1,05      | 28      | 0,90      | 59    | 0,97    |
| Montan              | 86     | 2,91      | 88      | 2,83      | 174   | 2,87    |
| Nuevo Hualpagaguana | 36     | 1,22      | 37      | 1,19      | 73    | 1,20    |
| Palo Solo           | 94     | 3,18      | 102     | 3,28      | 196   | 3,23    |
| Paltarume           | 64     | 2,16      | 72      | 2,31      | 136   | 2,24    |
| San José            | 94     | 3,18      | 125     | 4,02      | 219   | 3,61    |
| Santa Isolina A     | 105    | 3,55      | 89      | 2,86      | 194   | 3,20    |
| Santa Isolina B     | 57     | 1,93      | 57      | 1,93      | 114   | 1,80    |
| Segue               | 107    | 3,62      | 105     | 3,37      | 212   | 3,49    |
| Sexepampa           | 68     | 2,30      | 66      | 2,12      | 134   | 2,21    |
| Sogos               | 226    | 7,64      | 248     | 7,97      | 474   | 7,81    |
| Tayal               | 177    | 5,99      | 183     | 5,88      | 360   | 5,93    |
| Total               | 2957   | 100,00    | 3112    | 100,00    | 6069  | 100,00  |

Fuente: ONGD Cives Mundi 2005

## Producción
Se caracteriza por su producción agrícola de frutas y café.

## Educación
Cuenta con los tres niveles de Educación Inicial, Primaria y un colegio (Anaximandro Vega Mateola) en el pueblo de Cochambamba, donde estudiaron importantes hombres.